# Karl Koppmann
Georg Friedrich Karl Koppmann (* 24. März 1839 in Hamburg; † 25. März 1905 in Rostock) war ein deutscher Historiker, Archivar und galt als Autorität auf dem Gebiet der deutschen Städtegeschichte und dabei insbesondere der Hanse.

## Leben und Wirken
Karl Koppmann wurde als Sohn des Fleischers Johann Karl Christopher Koppmann geboren. Er absolvierte zunächst eine Lehre als Uhrmacher und war dann als Lehrer an einer Volksschule tätig. Ab 1862 studierte er Geschichte, zunächst am Akademischen Gymnasium in Hamburg, ab 1863 an den Universitäten in Göttingen und Berlin. An der Göttinger Universität wurde er mit einer Dissertation über Die ältesten Urkunden des Erzbistums Hamburg-Bremen zum Dr. phil. promoviert.
Nach seinem Studium kehrte Koppmann in seine Vaterstadt zurück und veröffentlichte dort, während er beim Hamburger Staatsarchiv arbeitete und 1868 kurzzeitig am Akademischen Gymnasium lehrte, zahlreiche wissenschaftliche Arbeiten zur Hamburger Geschichte. Unter diesen ist vor allem die Herausgabe der Kämmereirechnungen der Stadt Hamburg seit 1869 zu nennen, von denen sechs Bände erscheinen sollten und die als das Hauptwerk seiner Hamburger Zeit bezeichnet werden. Ferner begann er 1870 für die Monumenta Germaniae Historica mit der Herausgabe des geschichtlichen Quellenwerkes der Hanserezesse, wofür er Material von Flandern bis Livland gesammelt hatte.
Koppmann war ab 1868 Mitglied beim Verein für Hamburgische Geschichte, von 1869 bis 1872 Mitglied des Vereinsvorstands und ab 1874 ständiger Sekretär des Vereins. In dieser Zeit redigierte er dessen Zeitschrift und gründete 1878 die Mittheilungen genannte Zeitschrift des Vereins. Zudem gab er im Auftrag des Vereins mehrere Sammelbände, oftmals versehen mit eigenen Beiträgen, heraus.
Jedoch nicht nur die allgemeinen hansische Geschichtsforschung, sondern auch speziell die Lübeckische Geschichte hatte ihm eine besondere Förderung und zahlreiche wissenschaftliche Werke zu verdanken. Aus dem Nachlass des Lübecker Historikers Wilhelm Mantels veröffentlichte er 1881 Beiträge zur Lübisch-Hansischen Geschichte im Gustav Fischer Verlag in Jena. Eine seiner wichtigsten Werke bildete die Herausgabe der Lübecker Chroniken als Folge der vom Erlanger Professor Hegel eingeleiteten Chroniken der niederdeutschen Städte. Jene sollte ursprünglich Mantels ausarbeiten. Da dieser jedoch vor deren Vollendung verstarb, wurde Koppmann die Weiterführung seiner Arbeiten übertragen. Nach der Fertigstellung des ersten Bandes siedelte er im Oktober 1884 nach Rostock über, wo er der erste professionelle Stadtarchivar wurde. Dort gab er 1899 den zweiten und 1902 den dritten Band heraus. Sein Verhältnis zu Lübeck sollte bis zu seinem Tode eng bleiben. An seiner Beisetzung nahmen Max Hoffmann als Vertreter des Hansischen Geschichtsvereins und Friedrich Bruns als Vertreter des Vereins für Lübeckische Geschichte und Altertumskunde teil.
Seine wissenschaftliche Tätigkeit fand in der Gründung des Vereins für hansische Geschichte am 24. Mai 1870 in Stralsund einen bleibenden Ausdruck. Koppmann war das älteste Vorstandsmitglied dieses neuen Vereins. Die von dem Verein herausgegebenen Hansischen Geschichtsblätter weisen in zahlreichen Bänden viele Aufsätze Koppmanns auf.
Als Rostocker Stadtarchivar publizierte er zur Geschichte Mecklenburgs und Rostocks. Das Rostocker Stadtarchiv erfuhr unter ihm eine komplette Neuordnung. Auf der Grundlage des Handlungsbuches von Johan Töllner, einem Rostocker Kaufmann, verfasste er ein Buch zur Rostocker Stadtgeschichte. Ein Schwerpunkt seiner Tätigkeit waren hier die von ihm 1890 gegründeten Beiträge zur Geschichte der Stadt Rostock.
Für den 1875 gegründeten Verein für niederdeutsche Sprachforschung, dessen Gründungsmitglied er war, redigierte Koppmann dessen Korrespondenzblatt. Seine Übertragung der Sprüche Walters von der Vogelweide ins Neuhochdeutsche erschien 1893. Er verfasste mehrere niederdeutsche Lieder, wie das zur Hansischen Wisbyfahrt.
Ab 1889 war er korrespondierendes Mitglied der Akademie der Wissenschaften zu Göttingen.
Sein Nachfolger als Rostocker Stadtarchivar wurde Ernst Dragendorff.

## Werke (Auswahl)
- Kämmereirechnungen der Stadt Hamburg, 1350–1562. Sieben Bände, Hamburg 1869–1894. (Digitalisate auf Hamburger Kulturgut Digital)
- Hanserezesse 1256–1430. Acht Bände, 1870–1897
- Hansische Geschichtsblätter. 31 Bände
- Die Chroniken der niedersächsischen Städte: Lübeck. Drei Bände, 1884–1902
- Das Seebuch. Küthmann, Bremen 1876. (Digitalisat in der Digitalen Bibliothek Mecklenburg-Vorpommern)